# カロリーネ・フォン・エスターライヒ＝トスカーナ
カロリーネ・フォン・エスターライヒ＝トスカーナ（ドイツ語: Karoline von Österreich-Toskana, 1869年9月5日 - 1945年5月12日）は、イタリアのトスカーナ大公国の旧統治者ハプスブルク＝トスカーナ家の大公女。

## 生涯
カール・ザルヴァトール大公とその妻で両シチリア王フェルディナンド2世の娘であるマリーア・インマコラータの間の次女として生まれた。全名はカロリーネ・マリア・インマクラータ・ヨーゼファ・フェルディナンダ・テレーゼ・レオポルディーネ・アントイネッテ・フランツィスカ・イザベラ・ルイーゼ・ヤヌアリア・クリスティーネ・ベネディクタ・ラウレンツィア・ユスティニアナ・フォン・エスターライヒ＝トスカーナ（Karoline Maria Immakulata Josepha Ferdinanda Therese Leopoldine Antoinette Franziska Isabella Luise Januaria Christine Benedikta Laurencia Justiniana von Österreich-Toskana）。
1893年から1894年まで、プラハの聖テレジア会女子修道院の修道院長を務めた。1894年5月30日、ザクセン＝コーブルク＝ゴータ家の公子でハンガリーの大領主コハーリ侯爵家の跡取りであるアウグスト・レオポルトと結婚した。1945年、ブダペストで死去した。

## 子女
夫のアウグスト・レオポルトとの間に8人の子女をもうけた。
- アウグスト・クレメンス・カール・ヨーゼフ・マリア・ミヒャエル・ガブリエル・ラファエル・ゴンザーガ（1895年 - 1908年）
- クレメンティーネ・マリア・テレーザ・ヨーゼファ・レオポルディーネ・ヴィクトリア・ラファエーレ・ガブリエーレ・ゴンザーガ（1897年 - 1975年） - 1925年、エドゥアルト・フォン・ヘラーと結婚
- マリア・カロリーネ・フィロメナ・イグナティア・パウリーネ・ヨーゼファ・ミヒャエラ・ガブリエラ・ラファエラ・ゴンザーガ（1899年 - 1941年） - 知的障害者・T4作戦犠牲者
- ライナー・マリア・ヨーゼフ・フローリアン・イグナティウス・ミヒャエル・ガブリエル・ラファエル・ゴンザーガ（1900年 - 1945年） - 1930年にヨハンナ・カーロリー・デ・カーロイ＝パティと初婚、1940年にエディス・デ・コーゾルと再婚
- フィリップ・ヨシアス・マリア・ヨーゼフ・イグナティウス・ミヒャエル・ガブリエル・ラファエル・ゴンザーガ（1901年 - 1985年） - 1944年、サラ・アウレリア・ハーラスと結婚
- テレジア・クリスティアーネ・マリア・ヨーゼファ・イグナティア・ベニツィア・ミヒャエラ・ガブリエーレ・ラファエーレ・ゴンザーガ（1902年 - 1990年） - 1930年、タクシス・デ・ボルドーニャ・エ・ヴァルニグラ男爵ラモラルと結婚
- レオポルディーネ・ブランカ・マリア・ヨーゼファ・イグナティア・パンクラツィア・ミヒャエラ・ガブリエーレ・ラファエーレ・ゴンザーガ（1905年 - 1978年）
- エルンスト・フランツ・マリア・ヨーゼフ・イグナティウス・タデウス・フェリックス・ミヒャエル・ガブリエル・ラファエル・ゴンザーガ（1907年 - 1978年） - 1939年、イルムガルト・レールと結婚

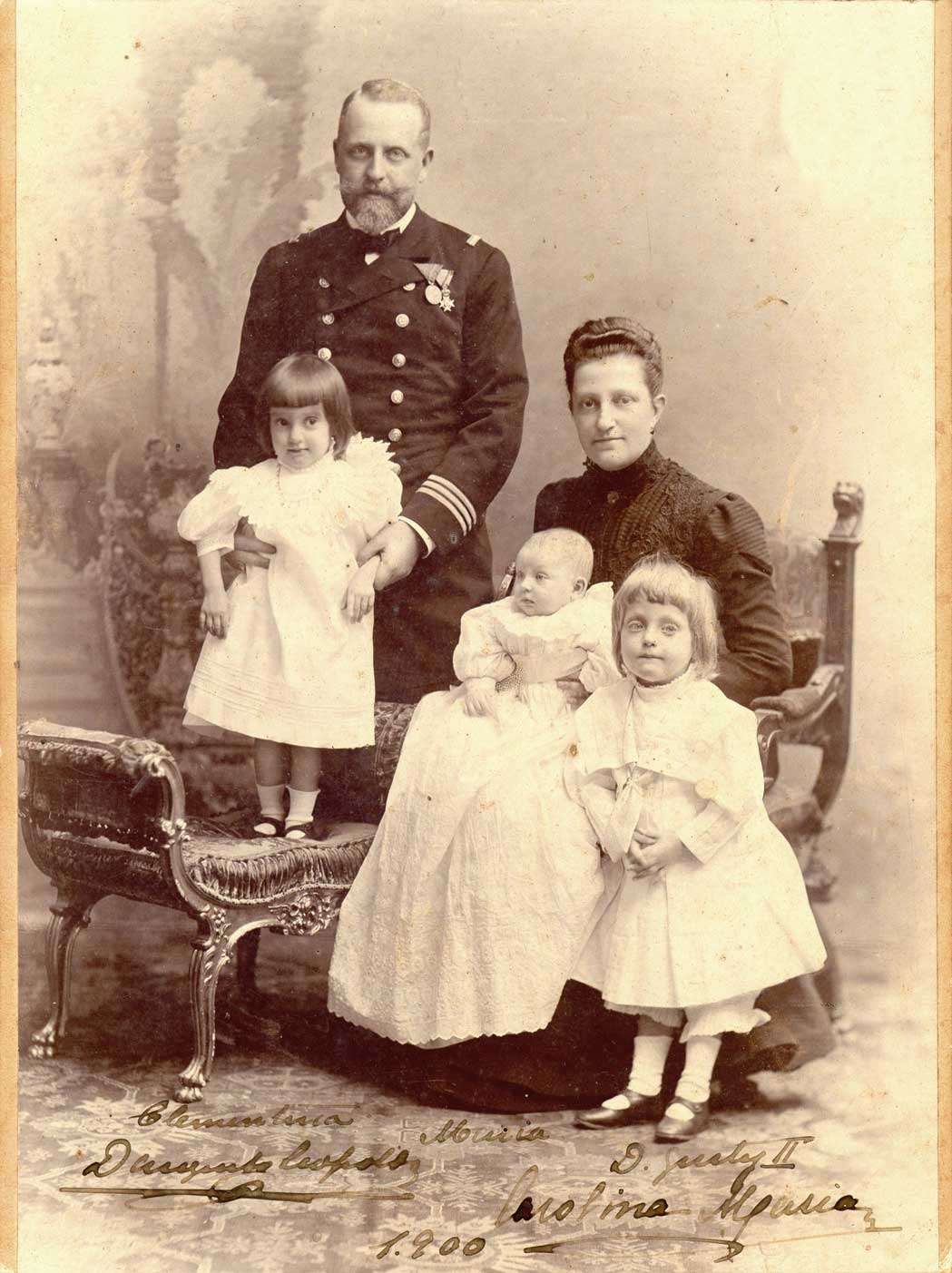
カロリーネと家族（1899年頃）